# Quyền LGBT ở New Zealand
Đồng tính nữ, đồng tính nam, song tính và chuyển giới (tiếng Anh: lesbian, gay, bisexual and transgender; tiếng Māori: ???) có cùng quyền như những người khác ở New Zealand. Việc bảo vệ quyền LGBT được nâng cao, so với các quốc gia khác ở Châu Đại Dương, và là một trong những quyền tự do nhất trên thế giới, với quốc gia này người đầu tiên trong khu vực và thứ mười ba trên thế giới ban hành hôn nhân đồng giới.
Trong suốt cuối thế kỷ 20, các quyền của cộng đồng LGBT nhận được nhiều nhận thức hơn và hoạt động tình dục đồng giới nam bị coi thường vào năm 1986, với độ tuổi đồng ý bằng 16 đối với quan hệ tình dục khác giới. Sau khi công nhận kết hợp dân sự từ năm 2004, New Zealand đã hợp pháp hóa cả hôn nhân đồng giới và quyền nhận con nuôi cho các cặp đồng giới vào năm 2013. Phân biệt đối xử về xu hướng tính dục và bản sắc và giới tính đã bị cấm từ năm 1993 Những người đồng tính nam, đồng tính nữ và song tính đã được phép công khai phục vụ trong quân đội từ năm 1993.

## Tính hợp pháp của hoạt động tình dục đồng giới
Các mối quan hệ và hoạt động đồng giới phần lớn được chấp nhận trong xã hội Māori thời tiền thuộc địa. Không có hình phạt pháp lý hoặc xã hội nào khi tham gia vào hoạt động tình dục đồng giới. Nam giao hợp đồng tính đã bị hình sự hóa khi New Zealand trở thành một phần của Đế quốc Anh vào năm 1840 và thông qua luật Anh biến "buggery" thành một tội ác với mức án tối đa của cái chết. (Trong thực tế, New Zealand đã sử dụng tử hình chỉ cho các tội giết người và một lần vì tội phản quốc trước khi bãi bỏ vào năm 1961). Năm 1861, Anh thay thế án tử hình vì tội ăn cắp bằng tù chung thân. New Zealand ban hành luật tương tự sáu năm sau. Năm 1893, luật pháp ở New Zealand được mở rộng để cấm mọi hoạt động tình dục giữa nam giới. Hình phạt bao gồm tù chung thân, lao động nặng nhọc và đòn roi. Tình dục giữa phụ nữ chưa bao giờ bị hình sự hóa ở New Zealand.
Hội Dorian (1962–88) là tổ chức đầu tiên của New Zealand dành cho những người đồng tính nam. Anh Hội cải cách luật đồng tính luyến ái đã hỗ trợ pháp lý cho xã hội. Nó đã soạn thảo một bản kiến nghị kêu gọi phi pháp hóa các hành vi đồng tính luyến ái. Được ký bởi 75 công dân tiêu biểu, một bản kiến nghị đã được trình lên (và bị từ chối bởi) Nghị viện vào năm 1968.
Vào năm 1972, học thuật Ngahuia Te Awekotuku đã bị từ chối giấy phép du khách đến Hoa Kỳ với lý do cô là một người đồng tính. Công khai xung quanh vụ việc là một chất xúc tác trong việc hình thành các nhóm giải phóng đồng tính ở Wellington, Christchurch và Auckland. Thập niên 1970 chứng kiến sự phát triển của nữ quyền và các phong trào đồng tính ở New Zealand.
Thành viên của Nghị viện Venn Young đã giới thiệu một dự luật, mang tên Dự luật sửa đổi tội phạm, vào tháng 7 năm 1974, đây là dự luật đầu tiên đề xuất hành vi đồng tính luyến ái giữa những người trưởng thành đồng ý. Nó đã không thành công và bị chỉ trích bởi các tổ chức quyền của người đồng tính vì đã đặt tuổi đồng ý ở tuổi 21, trái ngược với tuổi 16 đối với các hành vi dị tính. Các tổ chức quyền của người đồng tính từ chối hỗ trợ các dự luật không có độ tuổi chấp thuận như nhau. Một dự luật tương tự, được giới thiệu bởi MP Warren Freer vào năm 1979, đã thất bại trong bài đọc nghị viện vào năm 1980, do thiếu sự hỗ trợ vì những lý do tương tự về sự chênh lệch tuổi tác.
Năm 1985, Lao động Thành viên Nghị viện Fran Wilde đã tham khảo ý kiến với các nhóm quyền đồng tính để phát triển  [[Đạo luật cải cách luật đồng tính năm 1986 | Dự luật cải cách luật đồng tính] cô đã giới thiệu với Nghị viện vào ngày 8 tháng 3. Nó đề nghị loại bỏ hành vi phạm tội tình dục đồng thuận giữa nam giới trên mười sáu tuổi. Trong suốt 14 tháng, dự luật đã thu hút sự phản đối có tổ chức bên ngoài Nghị viện, bao gồm cả một kiến nghị chống cải cách (đã bị Quốc hội bác bỏ). Trong Quốc hội, nhiều nỗ lực để tăng tuổi đồng ý lên 18 đã bị từ chối. Dự luật đã thông qua bài đọc cuối cùng vào ngày 9 tháng 7 năm 1986, 49 phiếu ủng hộ cho 44 người phản đối. Nó đã đạt được sự đồng ý của hoàng gia (trở thành  Đạo luật cải cách luật đồng tính năm 1986 ) vào ngày 11 tháng 7 năm 1986, và nó có hiệu lực vào ngày 8 tháng 8 năm đó.
Phân biệt đối xử trên cơ sở khuynh hướng tình dục và (ngầm) bản dạng giới đã bị đặt ra ngoài vòng pháp luật vài năm sau đó bởi  Đạo luật Nhân quyền 1993 .
Các cá nhân bị kết án và bị giam giữ vì các tội đồng tính luyến ái trước tháng 8 năm 1986 không tự động đủ điều kiện để che giấu các tội phạm theo Đạo luật  [[Hồ sơ hình sự (Clean Slate) 2004] , vì Đạo luật áp dụng hồi tố đối với các tội phạm hiện tại và bị bãi bỏ. Tuy nhiên, các cá nhân có hồ sơ tội phạm trong sạch có thể nộp đơn vào Tòa án quận để không bị kết án. Tuy nhiên, quá trình này chỉ che giấu những niềm tin này - nó không xóa chúng hoàn toàn. Vào ngày 28 tháng 6 năm 2017, Chính phủ đã đưa ra một dự luật cho phép những người đàn ông bị kết án vì tội đồng tính luyến ái áp dụng để xóa sạch những kết án của họ khỏi hồ sơ. Vào ngày 6 tháng 7, dự luật đã có lần đọc đầu tiên. Bộ trưởng Tư pháp Amy Adams đã có một động thái xin lỗi vì đã kết án cùng ngày, mà Quốc hội đã nhất trí. Dự luật đã được Quốc hội thông qua vào ngày 3 tháng 4 năm 2018 và nhận được sự đồng ý của hoàng gia vào ngày 9 tháng 4 năm 2018, trở thành  Hồ sơ hình sự (Hết hạn kết án về tội phạm đồng tính lịch sử) 2018 'và sẽ có hiệu lực vào ngày hôm sau.

## Công nhận mối quan hệ đồng giới

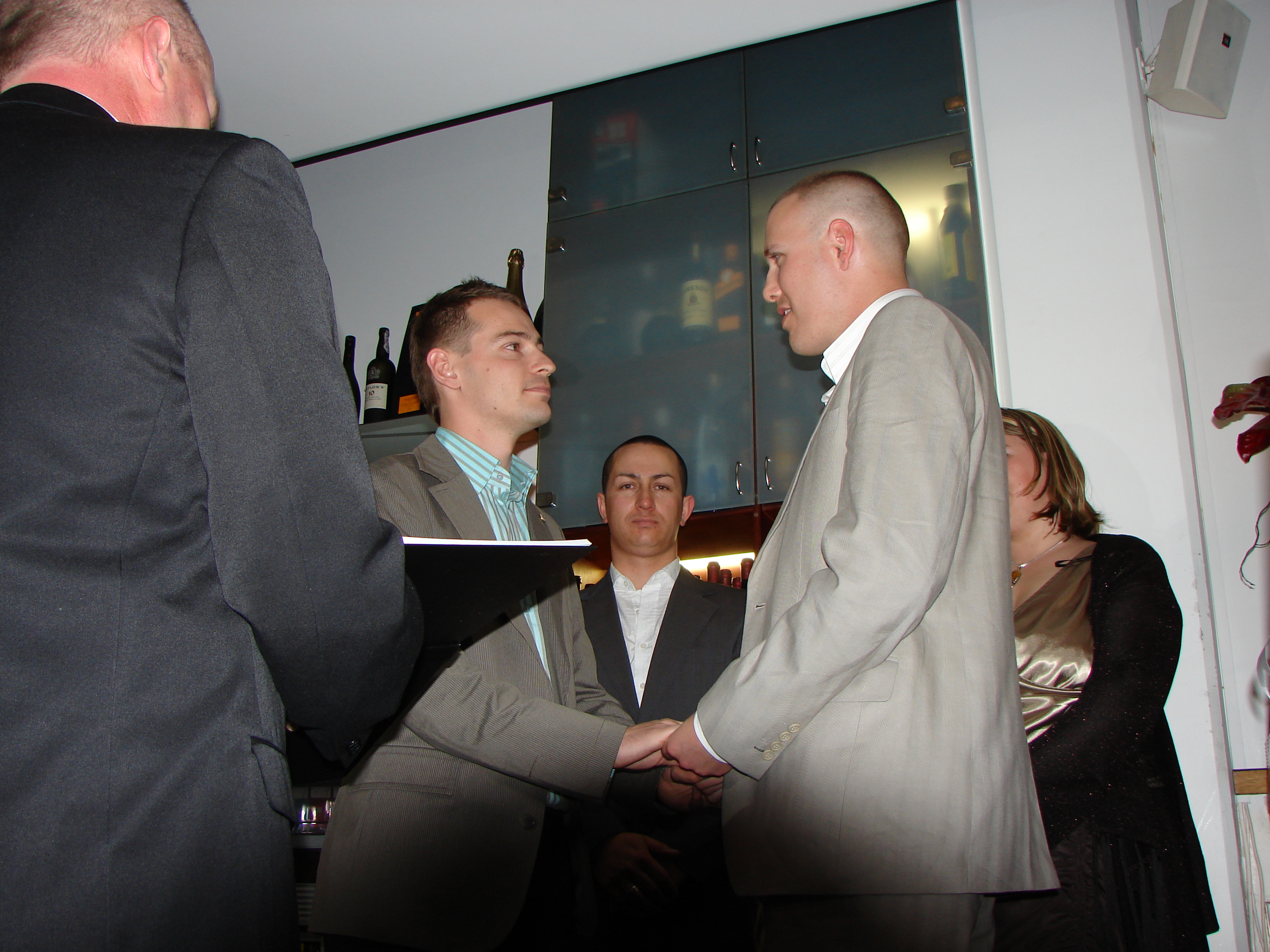
Lễ kết hợp dân sự ở Wellington, tháng 12 năm 2006.

Đạo luật sửa đổi  Tài sản (Mối quan hệ) năm 2001  mang lại cho các cặp đôi 'dù thực tế hay cùng giới tính', quyền sở hữu giống như đã tồn tại từ năm 1976 đối với các cặp vợ chồng khi chia tay mối quan hệ.
 Đạo luật Liên minh Dân sự 2004  đã thành lập tổ chức đoàn thể dân sự cho cả các cặp đồng giới và khác giới. Đạo luật này rất giống với  Đạo luật hôn nhân 1955  với "hôn nhân" được thay thế bằng "kết hợp dân sự". Năm sau, Đạo luật  Mối quan hệ (Tham chiếu theo luật định) năm 2005  đã được thông qua để loại bỏ các điều khoản phân biệt đối xử khỏi hầu hết các luật pháp.

### Hôn nhân đồng giới

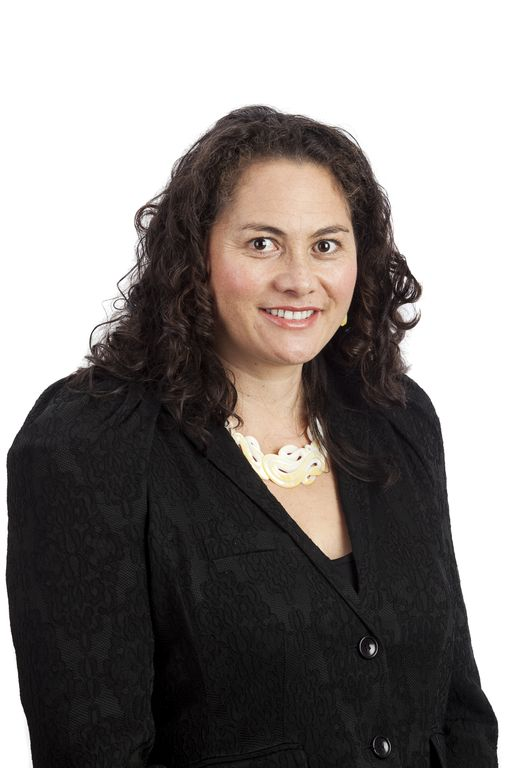
Nghị sĩ Lao động Louisa Wall là tác giả của dự luật hợp pháp hóa hôn nhân đồng giới ở New Zealand.

Hôn nhân đồng giới ở New Zealand đã bị Tòa án cấp phúc thẩm từ chối phê duyệt sau Quilter v Attorney-General năm 1994. Tuy nhiên, không giống như Úc và phần lớn Hoa Kỳ, New Zealand từ chối cấm trước hôn nhân đồng giới trong trường hợp Quốc hội tương lai quyết định phê chuẩn với điều khoản sửa đổi 'Luật Hôn nhân 1955' '. Vào tháng 12 năm 2005, một [bãi bỏ thành viên tư nhân]] đã thất bại tại đọc lần đầu để làm như vậy. Cho đến khi một dự luật kết hôn được thông qua vào tháng 4 năm 2013, hôn nhân và nhận con nuôi đồng giới là rào cản cuối cùng trước sự bình đẳng chính thức và thực chất của LGBT ở New Zealand.
Vào tháng 7 năm 2012, dự luật của một thành viên tư nhân của đảng Lao động Louisa Wall đã đề xuất xác định hôn nhân được bao gồm bất kể giới tính được rút ra từ lá phiếu. Dự luật đã thông qua lần đọc đầu tiên vào ngày 29 tháng 8 năm 2012, 80 phiếu ủng hộ cho 40 người phản đối (với một lần bỏ phiếu). Các báo cáo sơ bộ đã chứng minh sự ủng hộ rộng rãi cho hôn nhân đồng giới cả trong Quốc hội (đáng chú ý là từ Thủ tướng John Key) và trong cộng đồng nói chung, với các cuộc thăm dò được tiến hành vào tháng 5 năm 2012 cho thấy tỷ lệ ủng hộ 63%. Vào tháng 12 năm 2012, cựu Toàn quyền Dame Catherine Tizard đã tham gia một chiến dịch video trực tuyến ủng hộ hôn nhân đồng giới, cùng với các ca sĩ New Zealand Anika Moa, Boh Runga và [[ Hollie Smith], cũng như Olympian Danyon Loader. Dự luật đã thông qua lần đọc thứ hai và thứ ba vào năm 77-44 và trở thành luật vào ngày 19 tháng 4 năm 2013. Tuy nhiên, hôn nhân đồng giới không được tiến hành cho đến tháng 8, khi luật có hiệu lực.

## Con nuôi và nuôi dạy con cái
Không có rào cản cụ thể nào ngăn cản một cá nhân LGBT nhận nuôi trẻ em, ngoại trừ việc một cá nhân nam không thể nhận nuôi một đứa trẻ nữ. Luật hôn nhân đồng giới bắt đầu có hiệu lực từ ngày 19 tháng 8 năm 2013 và kể từ đó, các cặp đồng giới đã kết hôn đã có thể nhận con nuôi chung. Các cặp vợ chồng chưa kết hôn của bất kỳ giới tính và các cặp vợ chồng trong một liên minh dân sự giờ đây có thể cùng nhận con nuôi, theo phán quyết Tòa án tối cao New Zealand vào tháng 12 năm 2015. Lệnh cấm vi phạm  Đạo luật về Quyền của New Zealand 1990 . Độ tuổi tối thiểu để nhận nuôi ở New Zealand là 20 tuổi đối với trẻ có liên quan và 25 tuổi hoặc tuổi trẻ cộng với 20 tuổi (tùy theo mức nào cao hơn) đối với trẻ không liên quan.
Vào ngày 21 tháng 5 năm 2006, MP Danh sách xanh Metiria Turei đã đưa ra vấn đề về nhận con nuôi LGBT, cho rằng 'Đạo luật nuôi con nuôi năm 1955' của New Zealand không đáp ứng được sự phức tạp của xã hội New Zealand đương đại. Cô lập luận sau khi ban hành các hiệp hội dân sự nói riêng rằng cha mẹ tương lai đồng tính nữ và đồng tính đủ điều kiện nên được cho phép áp dụng hợp pháp.
Nhiều cặp đồng tính nữ hiện đang nuôi con ở New Zealand. Trường hợp những đứa trẻ này được thụ thai thông qua thụ tinh (tinh trùng), cả hai người đồng tính nữ đều được công nhận trên giấy khai sinh của trẻ em (mẹ đẻ là "mẹ", mẹ còn lại là "cha mẹ khác"). Điều này tuân theo  Đạo luật chăm sóc trẻ em năm 2004 , thay thế cho  Đạo luật về tình trạng trẻ em năm 1969 . Bồi dưỡng và giám hộ cũng được công nhận theo luật pháp New Zealand và quy định và công nghệ sinh sản đã có thể truy cập từ năm 1994.
Nhà tài trợ không được công nhận là cha mẹ hợp pháp trong luật pháp New Zealand. Tuy nhiên, cha mẹ và các nhà tài trợ có thể đưa ra các thỏa thuận chính thức về cách mọi thứ sẽ hoạt động nhưng tòa án có linh hoạt về việc họ có công nhận những thỏa thuận này hay không, theo mục 41 của  Đạo luật Chăm sóc Trẻ em 2004 .
Đồng tính nữ gặp khó khăn trong việc thụ thai bằng cách thụ tinh tư nhân có thể đủ điều kiện, như những phụ nữ New Zealand khác, để giúp điều trị sinh sản được tài trợ công khai. Tuy nhiên, có những điều kiện về điều này và mọi phụ nữ cần điều trị sinh sản đều được tính điểm đủ điều kiện.
Bây giờ đã được thông qua, Đạo luật sửa đổi 'Hôn nhân (Định nghĩa về hôn nhân) 2013' 'cho phép cha mẹ đồng giới kết hôn đủ điều kiện nhận con nuôi vì có một điều khoản cho hiệu ứng đó có trong đó. Tuy nhiên, việc nhận con nuôi được biết đến ở New Zealand đã vượt trội so với việc áp dụng người lạ kể từ giữa những năm 1970; từ năm 2007 đến 2013, có 18 con nuôi được biết là họ hàng và con riêng cho mỗi 10 con nuôi lạ. Ngoài ra, theo luật của New Zealand, cha mẹ đẻ có thể chọn cha mẹ nuôi cho (các) con của họ, có thể dẫn đến sự phân biệt đối xử cho các cặp đồng giới tìm cách nhận con nuôi.

## Chống phân biệt đối xử
Đạo luật Nhân quyền 1993 (tiếng Māori: Te Ture Tika Tangata 1993) ngoài vòng pháp luật phân biệt đối xử trên cơ sở xu hướng tình dục và, ngầm, nhận dạng/biểu hiện giới. Ban đầu, luật này tạm thời miễn các hoạt động của chính phủ cho đến năm 1999. Năm 1998, một dự luật sửa đổi đã được đưa ra làm cho sự miễn trừ này là vĩnh viễn; điều này đã bị bỏ rơi sau khi thay đổi chính phủ vào năm 1999. Chính phủ mới Lao động thay vào đó đã thông qua một sửa đổi khác để áp dụng Đạo luật vào các hoạt động của chính phủ và cũng để tạo ra một khả năng mới cho các tòa án "tuyên bố" pháp luật không phù hợp với Đạo luật. Điều 27(2) của Đạo luật được đọc như sau:
| “ | Không có gì trong phần 22 [liên quan đến vấn đề việc làm] sẽ ngăn chặn sự đối xử khác nhau dựa trên giới tính, tôn giáo hoặc tín ngưỡng, khuyết tật, tuổi tác, quan điểm chính trị hoặc khuynh hướng tình dục trong đó vị trí là một trong những việc làm trong gia đình tư nhân. | ” |

Hải quân Hoàng gia New Zealand và Cảnh sát New Zealand nằm trong số nhiều cơ quan chính phủ đã áp dụng các chính sách "thân thiện với người đồng tính".
Một số ví dụ về phân biệt đối xử đôi khi vẫn xảy ra. Vào tháng 1 năm 2006, các tiêu đề tin tức đã được đưa ra bởi chính sách của một ngân hàng tinh trùng từ chối quyên góp từ những người đồng tính nam. Vào tháng 3 năm 2006, chính sách đã được sửa đổi. Được biết, một số người hiến tinh trùng nam dị tính đã phủ quyết việc sử dụng giao tử của họ cho những người đồng tính nữ tìm cách thụ tinh nhân tạo.

## Luật tội phạm thù hận
New Zealand có một điều khoản ghét tội phạm bao gồm khuynh hướng tình dục và bản dạng/biểu hiện giới tính, Phần 9 (1)(h) của  Đạo luật kết án và tạm tha 2002 . Gần đây, cộng đồng LGBT của New Zealand đã lo ngại về sự tồn tại liên tục của biện pháp phòng thủ khiêu khích (phần 169 và 170 của  Đạo luật tội phạm 1961 ) mà họ tổ chức đã giảm nhẹ mức độ nghiêm trọng của vụ giết người đồng tính thông qua việc giảm án có thể, kết án giết người có chủ ý với tội danh nhẹ hơn và hình phạt ngộ sát (xem "phòng thủ hoảng loạn đồng tính").
Vào năm 2009, Đạo luật sửa đổi Tội ác (bãi bỏ quy định) năm 2009 đã được ban hành để bãi bỏ các phần 169 và 170. Dự luật đã được Bộ trưởng Tư pháp Simon Power đưa ra trước Quốc hội từ phiên tòa xét xử vụ giết Sophie Elliott bởi bạn trai cũ của cô, chứ không phải cộng đồng LGBT. Dự luật bãi bỏ đã nhận được sự ủng hộ rộng rãi của quốc hội và công chúng, và đã thông qua lần đọc thứ ba vào ngày 26 tháng 11 năm 2009, 116 phiếu bầu cho 5, chỉ với ACT New Zealand phản đối, và có hiệu lực vào ngày 8 tháng 12 năm 2009.

## Bản dạng và biểu hiện giới
Chuyển đổi giới tính là hợp pháp ở New Zealand. Một cá nhân được phép thay đổi tên và giới tính hợp pháp của họ trên các tài liệu chính thức, bao gồm cả giấy khai sinh, nếu họ có thể cung cấp bằng chứng y tế rằng họ đã "có được một hình dạng vật lý phù hợp với bản sắc giới tính của họ". Ban đầu, điều này chỉ dành cho những người đã trải qua phẫu thuật tái tạo bộ phận sinh dục. Tuy nhiên, vào tháng 6 năm 2008, Tòa án gia đình phán quyết rằng các ca phẫu thuật xác định lại giới tính đầy đủ không phải lúc nào cũng cần thiết để đáp ứng ngưỡng pháp lý này.
Chuyển đổi giới tính diễn ra phần lớn ở các bệnh viện tư nhân hoặc ở nước ngoài. Trong những năm 1990, New Zealand được mệnh danh là "nhà lãnh đạo thế giới" cho các hoạt động như vậy, với chi phí tương đối thấp và thái độ công khai thoải mái. Tuy nhiên, vào năm 2014, chuyên gia duy nhất của đất nước bác sĩ phẫu thuật đã nghỉ hưu, khiến những người chuyển giới tìm kiếm các hoạt động như vậy trong tình trạng lấp lửng. Một số người đã chọn tham gia danh sách chờ đợi cho các ca phẫu thuật được tài trợ công khai, giới hạn chỉ bốn năm một lần (ba cho nam thành nữ, và một cho nữ thành nam), hoặc đi ra nước ngoài. Vào tháng 10 năm 2018, Chính phủ đã công bố ý định tăng số lượng các hoạt động được tài trợ công khai. Vào thời điểm đó, có 111 người trong danh sách chờ, nghĩa là một số người phải đợi tới 50 năm.
New Zealand Ủy ban Nhân quyền đã ghi chú trong báo cáo năm 2004 về tình trạng nhân quyền ở New Zealand rằng người chuyển giới và không nhị phân người ở New Zealand đối mặt với sự phân biệt đối xử trong một số khía cạnh của cuộc sống của họ, tuy nhiên, luật pháp không rõ ràng về tình trạng pháp lý của phân biệt đối xử dựa trên bản dạng giới. Hiện tại,  Đạo luật Nhân quyền 1993  không rõ ràng cấm phân biệt đối xử trên cơ sở giới. Trong khi người ta tin rằng bản sắc giới tính được bảo vệ theo luật ngăn chặn sự phân biệt đối xử trên cơ sở giới tính hoặc khuynh hướng tình dục, người ta không biết làm thế nào điều này áp dụng cho những người chưa có hoặc không có, chuyển đổi giới tính. Một số tòa án ở nước ngoài đã xác định rằng người chuyển giới được bảo vệ bởi các lệnh cấm phân biệt đối xử dựa trên giới tính, nhưng cũng có luật án quốc tế cho thấy không phải như vậy. Ngay cả khi đó là, không có khả năng áp dụng cho những người chuyển giới không hoặc sẽ không chuyển đổi giới tính. Tương tự như vậy, việc đặt bản sắc giới tính theo các điều cấm với lý do xu hướng tình dục là vấn đề. Mặc dù có một số trường hợp luật quốc tế không nhất quán, nó đã được lưu ý rằng việc xác định giới tính và xu hướng tình dục là quá không liên quan để điều này là phù hợp.
Ủy ban luật sư quốc tế và Dịch vụ quốc tế về quyền con người năm 2007 đã tạo ra Nguyên tắc Yogyakarta để áp dụng luật nhân quyền quốc tế cho bản sắc giới và khuynh hướng tình dục. Điều đầu tiên và quan trọng nhất là quyền con người có sẵn cho tất cả mọi người, bất kể bản sắc giới tính và các quốc gia nên sửa đổi luật pháp "để đảm bảo sự nhất quán của nó với việc hưởng thụ toàn bộ quyền con người".
Báo cáo này cho rằng những người chuyển giới là "một trong những nhóm bị thiệt thòi nhất" ở New Zealand, dẫn đầu Ủy ban Nhân quyền công bố một cuộc điều tra toàn diện mang tên "To Be Who I Am" năm 2008, trong đó nêu ra một số mối quan tâm được liệt kê dưới đây. Những mối quan tâm này đặc biệt quan trọng khi xem xét phân biệt đối xử và loại trừ đối với người chuyển giới, chuyển giới và không tuân thủ giới tính đã được chứng minh là làm tăng nguy cơ vấn đề sức khỏe tâm thần và tự tử.
Vào ngày 10 tháng 8 năm 2018, Ủy ban Chọn Chính quyền Chính phủ đã đưa ra các khuyến nghị để thay đổi luật liên quan đến thay đổi giới tính hợp pháp. Ủy ban đề nghị cho phép người lớn thay đổi giới tính bằng cách gửi một tuyên bố theo luật định cho biết họ có ý định tiếp tục xác định là một người thuộc giới tính đã chọn và hiểu hậu quả của đơn đăng ký. Không có bằng chứng y tế sẽ được yêu cầu. Trẻ vị thành niên từ 16 đến 17 tuổi sẽ có thể làm điều này với sự đồng ý của người giám hộ và xác nhận từ chuyên gia y tế rằng họ hiểu hậu quả của đơn đăng ký và sự thay đổi là vì lợi ích của họ. Ủy ban cũng đề nghị bao gồm các lựa chọn giới tính như intersex và X (không xác định).

## Quyền liên giới tính
Luật pháp và chính sách của New Zealand cấm cắt xén bộ phận sinh dục nữ cho phép rõ ràng "bình thường hóa" can thiệp y tế đối với trẻ sơ sinh và trẻ em gái. Tài liệu do Nhóm Nội tiết Nhi khoa Úc trình bày trước Thượng viện Úc năm 2013 cho thấy New Zealand là một ngoại lệ trong khu vực trong các ca phẫu thuật trong tăng sản tuyến thượng thận bẩm sinh, với các can thiệp phẫu thuật bộ phận sinh dục được ưa chuộng ở trẻ gái dưới 6 tháng tuổi. Vào tháng 10 năm 2016, Ủy ban Quyền trẻ em của Liên hợp quốc đã ban hành các quan sát về thực hành ở New Zealand, bao gồm các khuyến nghị để đảm bảo "không ai phải chịu sự điều trị y tế hoặc phẫu thuật không cần thiết trong thời thơ ấu hoặc thời thơ ấu, đảm bảo quyền của trẻ em đối với sự toàn vẹn của cơ thể, tự chủ và tự quyết ". Một hội nghị bàn tròn năm 2016 của Ủy ban Nhân quyền về phẫu thuật "bình thường hóa" bộ phận sinh dục cho thấy thiếu ý chí chính trị để giải quyết các ca phẫu thuật, và lo ngại về việc cung cấp dịch vụ cho cha mẹ và gia đình, phát triển các biện pháp bảo vệ lập pháp và cần phải kiểm tra quyền tự chủ của cơ thể chống lại  Đạo luật về Quyền của New Zealand 1990 .
Hộ chiếu New Zealand có sẵn với "X" mô tả giới tính. Chúng ban đầu được giới thiệu cho những người chuyển đổi giới tính. Giấy khai sinh có sẵn khi sinh cho thấy giới tính "không xác định" nếu không thể chỉ định giới tính.
Vào tháng 3 năm 2017, đại diện của Intersex Trust Aotearoa New Zealand đã tham gia Úc và Aotearoa / New Zealand đồng thuận "Tuyên bố Darlington" của Intersex tổ chức cộng đồng và những người khác. Tuyên bố kêu gọi cải cách pháp lý, bao gồm hình sự hóa các biện pháp phòng ngừa can thiệp y tế liên giới tính đối với trẻ em, chấm dứt phân loại giới tính hợp pháp, bảo vệ khỏi phân biệt đối xử và thực hành có hại và cải thiện khả năng tiếp cận với hỗ trợ đồng đẳng.

## Chính trị
Quyền của người đồng tính là một vấn đề chính trị lớn trong các cuộc tranh luận về Cải cách Luật Đồng tính, nhưng sau đó đã trở nên ít hơn nhiều.  Đạo luật Liên minh Dân sự 2004  đã bị gần một nửa Nghị viện phản đối, nhưng với giọng điệu hạn chế hơn nhiều so với thời kỳ Cải cách Luật Đồng tính luyến ái. Chưa bao giờ có một đảng chính trị LGBT cụ thể ở New Zealand. Đã có sự kế thừa của những người theo trào lưu chính thống không thành công các đảng chính trị Kitô giáo ở New Zealand hoặc các đảng chính trị bảo thủ xã hội ít đồng cảm với các quyền LGBT ở New Zealand kể từ khi giới thiệu cải cách bầu cử ở New Zealand năm 1993 đã thực hiện đại diện tỷ lệ có thể. Đảng chính trị Destiny, được thành lập để đưa "đạo đức Kitô giáo" vào chính trị, chỉ nhận được 0,62% phiếu bầu của đảng trong 2005. Christian Di sản New Zealand đã bỏ phiếu 4,4% như một phần của Liên minh Kitô giáo năm 1996 nhưng đã đóng cửa năm 2005 sau khi lãnh đạo cũ của nó Graham Capill bị kết án 9 năm phạt tù sau nhiều vụ tấn công tình dục đối với ba trẻ em nữ. Tương lai New Zealand, Đảng Kiwi, Destiny New Zealand và Đảng gia đình đều thành công, nhưng không ai tồn tại lâu. Hiện tại, [Đảng Bảo thủ của New Zealand]], vẫn chưa có được đại diện quốc hội kêu gọi cử tri trong lĩnh vực này.
Một số chính trị gia đồng tính nam hoặc đồng tính nữ công khai đã phục vụ tại Quốc hội New Zealand. Người đầu tiên được bầu là Chris Carter, người trở thành nghị sĩ đồng tính công khai đầu tiên khi ông ra mắt ngay sau bầu cử 1993. Ông mất ghế trong bầu cử 1996, nhưng đã giành lại nó trong 1999 và trở thành người đồng tính công khai đầu tiên của New Zealand bộ trưởng nội các vào năm 2002. Carter đã hợp nhất trong liên minh dân sự với đối tác lâu năm của ông trong ba mươi ba năm, Peter Kaiser, vào ngày 10 tháng 2 năm 2007.

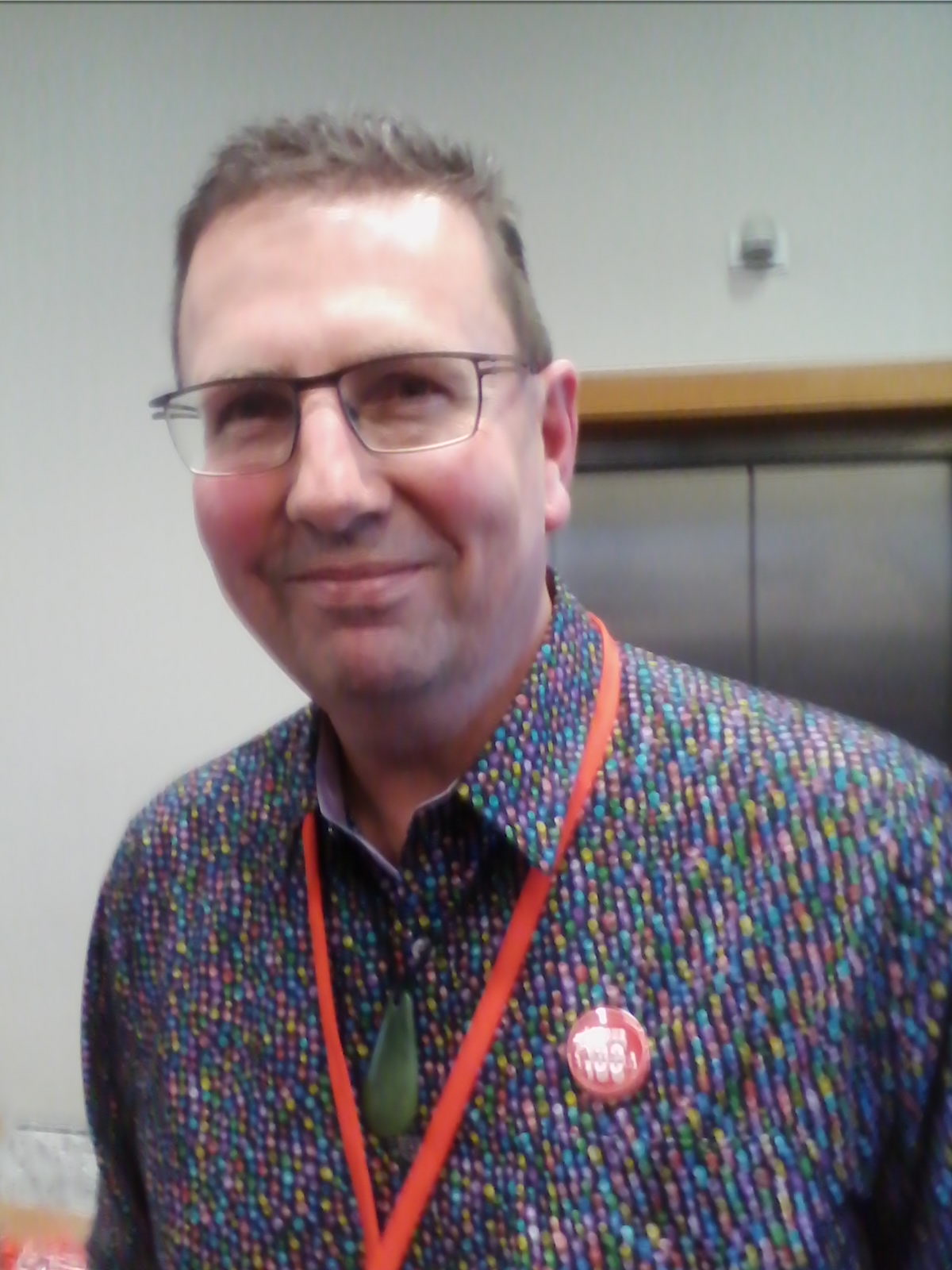
Tim Barnett là nghị sĩ New Zealand đầu tiên được bầu làm người đồng tính nam công khai.

Tim Barnett là nghị sĩ đầu tiên được bầu làm người đồng tính nam công khai, trong bầu cử 1996. Năm 1997, Barnett và Carter bắt đầu Lao động cầu vồng với tư cách là một nhánh của Đảng Lao động để đại diện cho người LGBT.
Maryan Street là nghị sĩ đồng tính nữ công khai đầu tiên của New Zealand, được bầu trong bầu cử 2005. Tuy nhiên, Đảng quốc gia Marilyn Waring đã đi trước Street, và trong khi cô ấy bị đuổi ra ngoài tại một thời điểm, nhận dạng ủng hộ mạnh mẽ của Waring và nữ quyền thanh nhạc đã làm lu mờ chủ nghĩa đồng tính nữ của cô, đó là sau đó coi là một vấn đề riêng tư. Kể từ khi cô rời Quốc hội năm 1984, Waring đã công khai thừa nhận xu hướng tính dục của mình. Năm 2005, Chris Finlayson trở thành nghị sĩ đồng tính công khai đầu tiên Đảng Quốc gia, được bầu vào Nghị viện trong danh sách đảng MMP của đảng mình trong cuộc bầu cử năm 2005. Finlayson từng là Tổng chưởng lý từ năm 2008 đến 2017.
Các nghị sĩ đồng tính công khai hiện nay khác bao gồm Grant Robertson, cựu Phó lãnh đạo đảng Lao động, Nghị sĩ Lao động Bức tường Louisa và Đảng Xanh MP Jan Logie. Charles Chauvel gia nhập Grant Robertson với tư cách là Nghị sĩ Lao động đồng tính từ năm 2006 đến 2013. Darren Hughes đã từ chức Đảng Lao động [Paul Foster-Bell]], người phục vụ trong Quốc hội từ năm 2013 đến 2017, đã trở thành người đồng tính vào năm 2016. Kevin Hague của Đảng Xanh từng là một nghị sĩ từ năm 2008 đến 2016.
Georgina Beyer trở thành thị trưởng chuyển giới đầu tiên trên thế giới khi cô trở thành Thị trưởng của Carterton vào năm 1995. Trong bầu cử 1999, cô trở thành MP chuyển giới đầu tiên trên thế giới. Cô đã nghỉ hưu từ chính trị quốc hội vào ngày 14 tháng 2 năm 2007.

## Bảng tóm tắt
| Hoạt động tình dục đồng giới                                                                                                | (Nam từ năm 1986; Nữ luôn hợp pháp) |
| Độ tuổi đồng ý (16) | (Nam từ năm 1986; Nữ luôn hợp pháp) |
| Luật chống phân biệt đối xử trong việc làm                                                                                  | (Từ năm 1993)                       |
| Luật chống phân biệt đối xử trong việc cung cấp hàng hóa và dịch vụ                                                         | (Từ năm 1993)                       |
| Luật chống phân biệt đối xử trong tất cả các lĩnh vực khác (bao gồm phân biệt đối xử gián tiếp, ngôn từ kích động thù địch) | (Từ năm 1993)                       |
| Ghét luật tội phạm bao gồm cả xu hướng tính dục và bản dạng giới                                                            | (Từ năm 2002)                       |
| Công nhận các cặp đồng giới                                                                                                 | (Từ năm 2002)                       |
| Hôn nhân đồng giới | (Từ năm 2013)                       |
| Con nuôi của các cặp vợ chồng đồng giới                                                                                     | (Từ năm 2013)                       |
| Con nuôi chung của các cặp đồng giới                                                                                        | (Từ năm 2013)                       |
| Người đồng tính nam, đồng tính nữ và song tính được phép phục vụ trong quân đội                                             | (Từ năm 1993)                       |
| Quyền thay đổi giới tính hợp pháp                                                                                           | (Từ năm 1993)                       |
| Lựa chọn giới tính thứ ba                                                                                                   | Yes                                 |
| Truy cập IVF cho đồng tính nữ                                                                                               | (Từ năm 2004)                       |
| Hồ sơ tội phạm đồng tính hết hạn                                                                                            | (Từ năm 2018)                       |
| NQHN được phép hiến máu | / (Từ năm 1998, 1 năm trì hoãn)     |